# Campezo
Campezo (in castigliano) o Kanpezu (in basco), è un comune spagnolo situato nella comunità autonoma dei Paesi Baschi.

Precedentemente il comune si chiamava Santa Cruz de Campezo.